# Khu liên hợp thể thao điền kinh Bandar Seri Begawan
Khu liên hợp thể thao điền kinh Bandar Seri Begawan là một sân vận động đa năng ở Bandar Seri Begawan, Brunei. Sân hiện được sử dụng chủ yếu cho các trận đấu bóng đá và các nội dung thi đấu môn điền kinh. Sân vận động có sức chứa 1.700 người.